# Carri di Dejbjerg

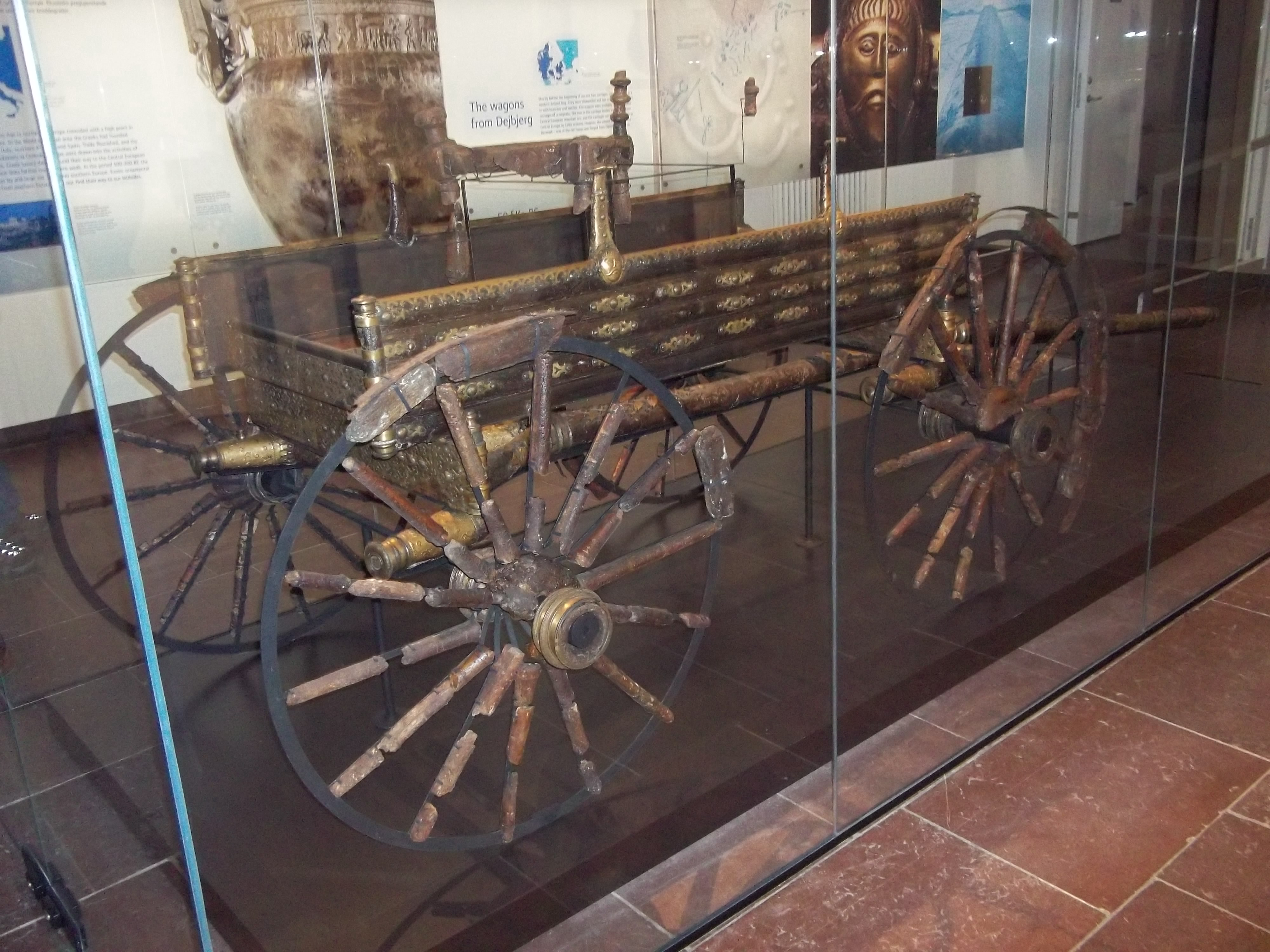
Uno dei due carri di Dejbjerg, Museo nazionale danese, Copenhagen

I carri di Dejbjerg (in danese Dejbjergvognen) sono due carri cerimoniali rinvenuti in una torbiera a Dejbjerg, vicino a Ringkøbing, nello Jutland occidentale, in Danimarca. Questi depositi votivi furono smontati e collocati ritualmente nella torbiera intorno al 100 a.C. Dal 2022, il carro più grande è esposto al Museo Nazionale della Danimarca.

## Contesto culturale
I due carri appartengono a un fenomeno più ampio di posizionamento intenzionale di oggetti nelle torbiere, generalmente interpretato come sacrifici agli dei. Il carro di Dejbjerg è stato scoperto durante un periodo di intensa attività di estrazione delle torbiere, avvenuta nel XIX e XX secolo, in gran parte ad opera di non archeologi. Questi scavi hanno restituito molti oggetti risalenti a tutto il periodo preistorico, ma soprattutto all'Età del Ferro. Molti di questi oggetti comprendono oggetti di uso quotidiano, come vasi di ceramica e oggetti di legno, ma anche oggetti più prestigiosi, come bottini di guerra, i carri di Dejbjerg e il calderone di Gundestrup. Oltre agli oggetti collocati ritualmente, i depositi di torbiera includono corpi di torbiera, resti umani conservati.

## Folclore di Dejbjerg
Prima della scoperta dei carri di Dejbjerg, il folclore locale "raccontava di carri pieni d'oro che si supponeva giaccessero in una palude vicino alla canonica locale, un racconto che fu verificato (in una certa misura) quando i due famosi carri di Dejbjerg, risalenti alla prima età del ferro, furono successivamente ritrovati nella palude in questione nel 1881-82". Il folclorista Terry Gunnell sottolinea che questo racconto non è unico e che si possono trovare leggende simili associate ad alcune paludi e laghi della Svezia meridionale. Gunnell osserva che "il valore chiave della leggenda in questione (associata ai ritrovamenti archeologici) non è quindi tanto il fatto che possa essere basata su un ricordo 'autentico' legato a quel particolare lago. Più che altro, suggerisce che le leggende dei carri d'oro in generale sembrano avere una qualche base di verità antica e di memoria sociale condivisa". Gunnell paragona questo complesso di leggende alla spada trovata sott'acqua da Beowulf (in Beowulf) e commenta che "questi racconti sembrano affondare le radici in flebili ricordi di depositi rituali di oggetti in acqua avvenuti durante l'Età del Bronzo e del Ferro, attività per le quali i narratori successivi non avevano né prove né ricordi personali, ma che da allora sono state concretizzate dalle prove archeologiche. Ecco perché gli archeologi moderni tendono a raccogliere le leggende locali relative ai siti che stanno indagando: c'è sempre la possibilità che contengano un fondo di verità.